# Musei
Musei (sardisk: Mùsei) er en by og en kommune (comune) i provinsen Sud Sardegna i regionen Sardinien i Italien. Byen ligger i 119 meters højde og har 1.528 indbyggere (2016). Kommunen har et areal på 20,27 km² og grænser til kommunerne Domusnovas, Iglesias, Siliqua og Villamassargia.